# Thomas Ebert
Thomas Ebert (* 23. Juli 1973 in Søndre Roskilde) ist ein dänischer Ruderer.
Ebert nahm im Vierer ohne Steuermann der Leichtgewichte an den Olympischen Spielen 2000 in Sydney teil, wo er die Bronzemedaille gewann. Vier Jahre später, 2004 in Athen, gewann er im selben Boot die Goldmedaille. Bei den Olympischen Spielen 2008 in Peking holte er seine zweite Goldmedaille.
1998 und 2004 wurde er zu Dänemarks Sportler des Jahres gewählt.
Er ist Mitglied im Ruderverein Danske Studenters Roklub, København.